# Stein (Appenzell Ausserrhoden)
Stein (gsw. Stèè) – gmina (niem. Einwohnergemeinde) w północno-wschodniej Szwajcarii, w kantonie Appenzell Ausserrhoden, w niemieckojęzycznej części kraju, 31 grudnia 2014 liczyła 1387 mieszkańców. Do 1995 należała do okręgu Hinterland.